# Wolfgang Pietzsch

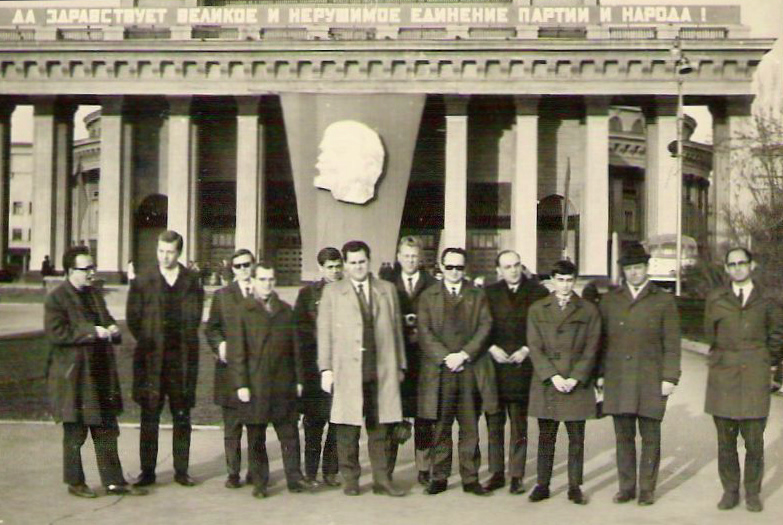
Wolfgang Pietzsch (ganz links) mit der SG Leipzig (1968)

Wolfgang Walther Pietzsch (* 21. Dezember 1930 in Wittgendorf bei Zittau; † 29. Dezember 1995) war ein deutscher Großmeister im Schach. In den 1950er und 1960er Jahren war er einer der stärksten Meister der DDR.

## Leben
Wolfgang Pietzsch erlernte das Schachspiel von seinem Vater und trat in den Oberschuljahren einer Zittauer Schachsektion bei.
Nach dem Abitur studierte er in Leipzig Mathematik und Physik. Von 1955 bis 1961 arbeitete er als Lehrer an der Dr.-Wilhelm-Külz-Schule in Grimma (heute Gymnasium St. Augustin), danach in Taucha und später als Lehrer in der Berufs- sowie Abiturausbildung (BmA) an der Betriebsberufsschule des VEB Galvanotechnik Leipzig und während seiner letzten Berufsjahre auch als Dozent an einer Leipziger Fachhochschule.
Pietzsch war Vater einer Tochter und eines Sohnes.

## Schachsport
Als 18-Jähriger wurde Pietzsch erstmals 1949 in Bad Klosterlausnitz Meister der Sowjetischen Besatzungszone und teilte sich wenig später beim Turnier in Großröhrsdorf den ersten Platz mit Lothar Schmid, dem Meister der Sowjetischen Besatzungszone von 1947. 1950 in Sömmerda bei der ersten DDR-Meisterschaft wurde er Zweiter hinter Rudolf Elstner. Ebenfalls Zweiter war er 1951 in Schwerin hinter Georg Stein.
Während seiner Studienzeit spielte er für Einheit Ost Leipzig, später SC Rotation Leipzig. Pietzsch gewann die Mannschaftsmeisterschaft der DDR 1951, 1952, 1953, 1968 und 1970. Nach Gründung der DDR gewann er dreimal die DDR-Meisterschaft, nämlich 1959 in Leipzig, 1962 in Gera und 1967 in Colditz. Pietzsch vertrat die DDR bei den Schacholympiaden 1952 in Helsinki, 1958 in München, 1960 in Leipzig, 1962 in Warna, 1966 in Havanna und 1968 in Lugano. Bei diesen Turnieren besiegte er unter anderem Lodewijk Prins, Heinz Lehmann, Harry Golombek und Larry Evans.
Seine schachliche Entwicklung wurde durch die Bildung eines Leistungszentrums in Leipzig begünstigt. 1961 wurde er Internationaler Meister. 1965 krönte er seine Karriere beim Interschachturnier in Leipzig vor Liberson und Kavalek. Auf dem FIDE-Kongress 1966 in Havanna wurde ihm als zweitem DDR-Spieler nach Wolfgang Uhlmann der Titel eines Großmeisters verliehen.
Ende der 1960er Jahre zog sich Pietzsch vom Leistungssport zurück, nicht zuletzt deshalb, weil der Schachsport Anfang der 1970er Jahre in der DDR mehr und mehr benachteiligt wurde. Er spielte jedoch noch bis in die 1980er Jahre beim Verein Verkehrsbetriebe Leipzig. Pietzsch betätigte sich außerdem gern in Breitenschachveranstaltungen (Simultanveranstaltungen) und als Löser und Prüfer von Schachkompositionen.
In der Elo-Liste war er von der Einführung der Elo-Zahlen im Juli 1971 bis zu seinem Tod mit einer Wertung von 2420 vertreten. Seine beste historische Elo-Zahl vor Einführung der Elo-Zahlen war 2611. Diese erreichte er im Mai 1966.
Spielergebnisse
| Jahr | Ort                 | Turnier                                          | +  | = | − | Ergebnis   | Platz |
| ---- | ------------------- | ------------------------------------------------ | -- | - | - | ---------- | ----- |
| 1949 | Bad Klosterlausnitz | 4. Meisterschaft der Sowjetischen Besatzungszone | 17 | 2 | 2 | 18 aus 21  | 1.    |
| 1952 | Helsinki            | X. Schacholympiade                               | 5  | 6 | 4 | 8 aus 15   |       |
| 1958 | München             | XIII. Schacholympiade                            | 3  | 3 | 3 | 4½ aus 9   |       |
| 1959 | Leipzig             | 10. Meisterschaft der DDR                        | 7  | 6 | 0 | 10 aus 13  | 1.    |
| 1960 | Madrid              | Zonenturnier                                     | 6  | 5 | 4 | 8½ aus 15  | 8.    |
| 1960 | Leipzig             | XIV. Schacholympiade                             | 5  | 9 | 1 | 9½ aus 15  |       |
| 1962 | Gera                | 12. Meisterschaft der DDR                        | 8  | 7 | 1 | 11½ aus 16 | 1.    |
| 1962 | Kecskemét           | Internationales Turnier                          | 4  | 8 | 3 | 8 aus 15   | 7.–8. |
| 1962 | Warna               | XV. Schacholympiade                              | 3  | 8 | 4 | 7 aus 15   |       |
| 1965 | Tiflis              | Internationales Turnier                          | 7  | 6 | 4 | 10 aus 17  | 4.–5. |
| 1965 | Leipzig             | Internationales Turnier                          | 6  | 9 | 0 | 10½ aus 15 | 1.    |
| 1966 | Sarajevo            | Internationales Turnier                          | 7  | 4 | 4 | 9 aus 15   | 5.–6. |
| 1966 | Havanna             | XVII. Schacholympiade                            | 4  | 8 | 3 | 8 aus 15   |       |
| 1967 | Colditz             | 16. Meisterschaft der DDR                        | 8  | 9 | 0 | 12½ aus 17 | 1.    |
| 1968 | Lugano              | XVIII. Schacholympiade                           | 4  | 5 | 4 | 6½ aus 13  |       |

## Werke
- Paul Keres: Theorie der Schacheröffnungen, Teil 3. Prantsuse avang. Übersetzt aus dem Estnischen von Leo Leuthold und bearbeitet von Wolfgang Pietzsch. Sportverlag, Berlin 1958.